# Erick Mombaerts
Pour les articles homonymes, voir Mombaerts.
Erick Mombaerts, né le 21 avril 1955 à Chantecoq (Loiret), est un footballeur français reconverti en entraîneur.

## Biographie
Au cours de sa carrière de joueur, il évolue au poste de milieu de terrain. C'est à ce poste que ses qualités physiques en course de fond s'expriment le mieux. Sa carrière ne s'oriente pas vers les clubs professionnels, au profit d'un investissement comme joueur promotionnel à Montluçon en même temps qu'une profession de maître auxiliaire EPS en établissement scolaire (au collège de Bien Assis, Montlucon). La possibilité de devenir Conseiller technique départemental de l'Allier en 1984 force son choix d'arrêter jeune le jeu pour privilégier l'encadrement professionnel dans le football. Il est à l'origine de la création de l'amicale des éducateurs de football de l'Allier avec Alain Fernandez (président de 1984 à 1986 et joueur de l'EDS Montluçon).[réf. souhaitée]
À l'issue de sa reconversion, Erick est conseiller technique régional en Auvergne (84-86) et en Midi-Pyrénées, puis directeur du centre de préformation de Castelmaurou (94-99). À l'occasion de sa carrière de cadre dans le football, il conduit une réflexion sur l'entraînement passant par la modélisation du jeu, puis s'orientant vers la pédagogie. Son dernier ouvrage traite de l'ensemble des aspects s'approchant d'une réflexion didactique sur le football et son entraînement.
Erick Mombaerts conduit pour la saison 2007-2008 la sélection nationale des moins de 18 ans. À partir du 1er août 2008, il conduit l'équipe de France espoirs en remplacement de René Girard, qui refuse sa réaffectation à une autre sélection par le directeur technique national, Gérard Houllier. Ses choix tactiques sont souvent jugés douteux par la presse (cf. l’Équipe du 17/10/12), qui s'appuie notamment sur son incapacité à qualifier trois générations d'équipes de France espoirs pour des rendez-vous internationaux d'envergure (ces équipes étant pourtant composées de joueurs de talent tels que Varane, M'Vila ou encore Lacazette)[réf. souhaitée].
Il est plongé dans une affaire de discrimination et est amené tout comme Laurent Blanc et François Blaquart à rejeter les accusations de racisme dont ils font l'objet à la suite des informations diffusées par Mediapart fin avril 2011. Ces informations consistent en une diffusion du verbatim d'une réunion officielle tenue le 8 novembre 2010 au sein de la FFF où est évoqué un projet de quotas susceptible de réduire le nombre de jeunes joueurs de couleur et/ou binationaux dans les pôles espoirs fédéraux (comme l'INF Clairefontaine). La présence lors de cette réunion de nombreux cadres de la DTN provoque une crise importante — la suspension du directeur technique national François Blaquart — et la mise en place d'une mission d'inspection de la Jeunesse et des Sports ainsi qu'une commission d'enquête.
Après la défaite de Drammen où l'équipe de France Espoirs loupe pour la troisième fois consécutive sa qualification pour l'Euro à la suite de sa piteuse défaite (5-3) face à la Norvège, Erick Mombaerts annonce sa démission du poste de sélectionneur des Espoirs[réf. souhaitée].
À la fin du dernier match avant la trêve hivernale du championnat de Ligue 2 2012-2013, il est annoncé comme le nouvel entraîneur du Havre AC. Il succède à Christophe Revault qui, lui, reprend son ancien poste de conseiller technique, auprès du président Jean-Pierre Louvel.
Le 10 décembre 2014, il quitte la Normandie et signe avec le club japonais des Yokohama F·Marinos, septième au terme de la saison 2014. Pour sa première saison à sa tête, il emmène de nouveau le club à la septième place. Lors de la saison 2016, son équipe se hisse jusqu'aux demi-finales de la Coupe de la Ligue et de la Coupe de l'Empereur.
Le 2 novembre 2017, son équipe annonce qu'il quittera son poste au terme de la saison. Il conclut son aventure au Japon par une finale de Coupe de l'Empereur, perdue face au Cerezo Osaka. Son contrat n'est néanmoins pas rompu et il reste salarié du City Football Group.
Le 26 juin 2019, il signe un contrat de trois ans avec le club australien Melbourne City FC. Il quitte le club australien un peu plus d'un an plus tard, en septembre 2020.
Il devient directeur technique de l'ESTAC Troyes en mars 2021, club racheté par City Football Group quelques mois plus tôt. En décembre, il devient l'entraîneur par intérim de l'ESTAC après le départ de Laurent Batlles. Il quitte ce poste quelques jours plus tard avec l'arrivée de Bruno Irles, n’ayant du fait pas eu l'occasion d'être sur le banc troyen lors d'un match.

## Carrière

### Comme joueur
- 1975-1978 :  US Nœux-Les-Mines
- 1978-1984 :  EDS Montluçon

### Comme entraîneur
- juillet 1986-juillet 1987 :  Paris Saint-Germain B (entraîneur)
- octobre 1987-juillet 1988 :  Paris Saint-Germain (entraîneur)
- juillet 1988-juillet 1989 :  Paris Saint-Germain (directeur du centre de formation)
- juillet 1988-juillet 1989 :  Paris Saint-Germain B (entraîneur)
- juillet 1989-juillet 1990 :  EA Guingamp (entraîneur)
- juillet 1990-juillet 1992 :  AS Cannes (entraîneur adjoint)
- juillet 1992-juillet 1994 :  AS Cannes (entraîneur)
- juillet 1999-juillet 2000 :  Toulouse FC B (entraîneur)
- juillet 2000-juillet 2001 :  Toulouse FC (directeur du centre de formation)
- juillet 2001-mai 2006 :  Toulouse FC (entraîneur)
- mai 2006-juillet 2007 :  Toulouse FC (entraîneur des jeunes)
- juillet 2007-août 2008 :  France -18 ans (sélectionneur)
- août 2008-octobre 2012 :  France espoirs (sélectionneur)
- décembre 2012-décembre 2014 :  Le Havre AC (entraîneur)
- décembre 2014-décembre 2017 :  Yokohama F·Marinos (entraîneur)
- juin 2019-septembre 2020 :  Melbourne City (entraîneur)
- mars 2021- :  ESTAC Troyes (directeur technique)
- mars 2021- :  ESTAC Troyes (conseiller sportif)
- décembre 2021-janvier 2022 :  ESTAC Troyes (entraîneur par intérim)

## Palmarès d'entraîneur
- Champion de France de D2 en 2003 avec le Toulouse FC
- Trophée UNFP du meilleur entraîneur de Ligue 2 en 2003.

## Publications
- Erick Mombaerts, Football. De l'analyse du jeu à la formation du joueur, Paris, Actio Bazina, 1991 (ISBN 978-2-906411-06-7)
- Erick Mombaerts, Entrainement et performance collective en football, Paris, Vigot, 1996, 141 p. (ISBN 978-2-7114-1109-2)
- Erick Mombaerts, Pédagogie du football. Apprendre à jouer ensemble par la pratique du jeu, Paris, Vigot, 1999, 89 p. (ISBN 978-2-7114-1417-8)